# Puerto del Príncipe Olav
Puerto del Príncipe Olav (en inglés: Prince Olav Harbour, también denominado en este idioma como Gladstone Harbour o Rat Harbour) es pequeño puerto en la parte suroeste de la bahía Cook, entre punta Abrahamsen y punta Oveja, en la costa norte de la isla San Pedro del archipiélago de las Georgias del Sur.

## Historia
A lo largo del siglo XIX, Georgia del Sur había sido primero un sitio para la caza de focas, y en el siglo siguiente, se convirtió en una base de balleneros. Príncipe Olav fue el sitio de una de las siete bases balleneras principales establecidas en Georgia del Sur, además fue el lugar de una antigua estación ballenera noruega operativa a partir de 1911. La estación de caza de ballenas fue inicialmente una fábrica de flotación con el ballenero Restitution. Tras su hundimiento en las islas Sorlingas, una estación en la costa de la bahía se creó en 1916, que continuó hasta marzo de 1931 y luego fue cerrada. El nombre estaba en uso desde 1912 y se le dio el nombre de la localidad en homenaje al príncipe heredero Olaf V de Noruega.
El Brutus fue varado deliberadamente en el puerto como estación de abastecimiento de combustible. Fue construido en Glasgow en 1883, y pesaba 1.700 toneladas. Era conocido originalmente como la Sierra Pedrosa. Fue remolcado desde la Ciudad del Cabo en Sudáfrica.
Southern Whaling and Sealing Company fue una de las compañías que operó en esta factoría. Otra de ellas fue Irving and Johnson. Hacia 1935 se reportaban 900 metros de vías férreas, una docena de cambios y algunas máquinas portátiles a vapor incluyendo una Marshall, pero ninguna máquina ferroviaria. Esta pequeña red consistía el ferrocarril elevado más austral del Mundo. Christian Salvesen Ltd, de Edimburgo, Escocia, intentó sin éxito operar la factoría. En la actualidad se conservan muchos edificios, muelles y restos de la pequeña red ferroviaria.
Puerto del Príncipe Olav, junto con Husvik, Puerto Leith, y Stromness, fueron declaradas en 2010 por el gobierno británico de las Islas Georgias del Sur y Sandwich del Sur como peligrosas para los visitantes, debido al peligro de colapso de los edificios. Los visitantes deben permanecer a más de 200 metros de las estructuras.

## Cementerios
La antigua factoría contó con dos lugares de entierro. El primero de ellos se ubicó en una loma junto a la estación. Se trata de tumbas de los cazadores de focas estadounidenses que datan de principios del siglo XIX. La mayoría de ellos eran miembros de la tripulación de la goleta Elizabeth Jane de Nueva York, hundida en 1835. Un foquero fue hallado y enterrado años más tarde cuando se realizaban las cazas de ballenas. Dos fotografías de estos sitios se conservan en el Museo Ballenero de Sandefjord. Hoy en día, muchas de tumbas están cubiertas por hierba y sus descripciones se han deteriorado.
El segundo cementerio fue construido en 1923 en una loma cercana al puerto.